# Вайскопф, Грета

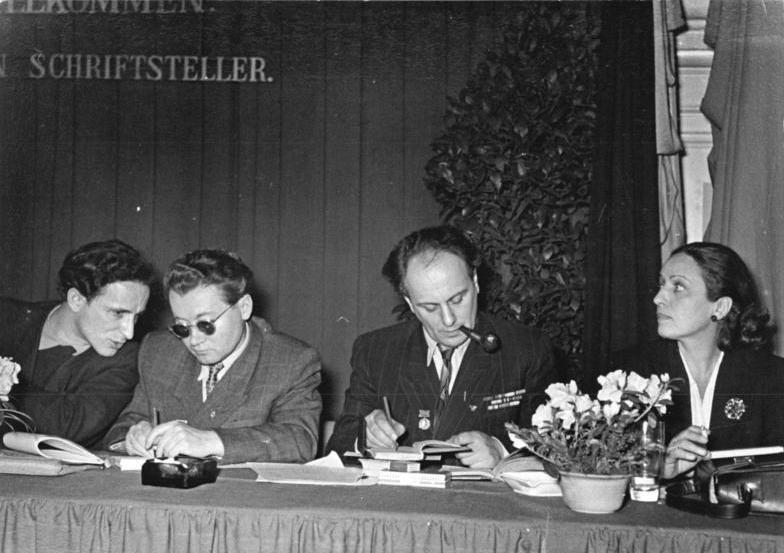
Алекс Веддинг (справа), 1954

Грета Вайскопф (нем. Grete Weiskopf; урожденная Маргарет Бернгейм (нем. Margarete Bernheim); псевдоним — Алекс Веддинг (нем. Alex Wedding); 11 мая 1905, Зальцбург, Австро-Венгрия, — 15 марта 1966, Заальфельд, ГДР) — немецкая детская писательница.

## Биография
С 1925 года Грета Бернгейм зарабатывала деньги как машинистка-стенографистка, продавщица книг и банковская служащая в Берлине. В 1928 году она вышла замуж за уроженца Праги писателя Франца Карла Вайскопфа, коммуниста и члена Союза пролетарских революционных писателей. В 1931 году под псевдонимом «Алекс Веддинг» в издательстве Malik-Verlag вышла её первая детская книга Ede und Unku. В 1933 году эта книга была сожжена пришедшими к власти нацистами, и в том же году Вайскопфы уехали в Прагу. Там Грета Вайскопф стала выпускать ежемесячник Neue Deutsche Blätter, в редакции которого работали Оскар Мария Граф, Анна Зегерс и Виланд Херцфельде. В 1939 году супруги перебрались в Париж, а оттуда в Нью-Йорк.
В 1949 году они вернулись в Прагу, но вскоре в связи с дипломатической службой Вайскопфа им пришлось переехать сначала в Вашингтон, а оттуда в Стокгольм. В 1950—1952 годах они жили в КНР, где Веддинг работала переводчицей и корреспондентом. С 1953 года Вайскопфы жили в ГДР, в «Доме ребёнка» на берлинской Штраусбергерплац.
В ГДР Веддинг писала книги для детей и юношества, рассказы, репортажи и многочисленные статьи, а также участвовала в развитии социалистической литературы для детей и юношества. Три её книги — Ede und Unku, Das Eismeer ruft и Das große Abenteuer des Kaspar Schmeck — были экранизированы.
В 1956 году она была награждена премией Гёте города Берлина.
С 1968 года Берлинская академия художеств присуждает литературную премию Алекс Веддинг в области детской и юношеской литературы.
27 января 2011 года во Фридрихсхайне по случаю Дня памяти жертв нацизма появился проезд Эде и Унку (Ede-und-Unku-Weg), названный в честь героев лучшей книги Веддинг.

## Сочинения
- Ede und Unku. — Berlin: Malik-Verlag, 1931.
- Das Eismeer ruft. — London: Malik-Verlag, 1936 (в русском переводе — «Северное море зовет»).
- Die Fahne des Pfeiferhänsleins, 1948 (детская книга о франконском проповеднике Гансе Бёме).
- Söldner ohne Sold. Ein Roman für die Jugend, 1948 (начиная со 2-го издания 1951 года выходил под названием Das große Abenteuer des Kaspar Schmeck).
- Das eiserne Büffelchen, 1952 (в русском переводе — «Железный буйволенок»).
- Die Drachenbraut. Chinesische Volksmärchen, 1961.
- Hubert, das Flusspferd. — Berlin: Kinderbuchverlag, 1963.
- Im Schatten des Baobab. Märchen und Fabeln aus Afrika. — Berlin: Alfred Holz Verlag, 1965.

## Фильмография

### Экранизации
- 1961. Ledové moře volá («Ледяное море зовёт», ЧССР, реж. Хануш Бургер).
- 1981. Als Unku Edes Freundin war (ГДР).
- 1982. Das große Abenteuer des Kaspar Schmeck (ГДР).
- 1984. Das Eismeer ruft (ГДР).

### Сценарии
- 1957. Лисси (совместно с Конрадом Вольфом; ГДР).